# KAT-TUN III: Queen of Pirates
KAT-TUN III: Queen of Pirates è il terzo album studio della boy band giapponese KAT-TUN, pubblicato in Giappone il 4 giugno 2008 dalla J-One Records. L'album è uscito in due versioni: una normale ed una a tiratura limitata contenente anche un DVD con unaversione estesa del video musicale di Don't U Ever Stop, ed il relativo making of.
I KAT-TUN hanno iniziato a pubblicare i singoli dell'album già un anno prima dalla sua effettiva pubblicazione. Yorokobi no Uta, Keep the Faith e Lips hanno raggiunto la vetta della classifica Oricon. Anche l'album stesso è stata la decima pubblicazione del gruppo ad arrivare in vetta nel 2006 ed è stato certificato disco di platino dalla Recording Industry Association of Japan a giugno 2008.
Secondo la Oricon, l'album è il trentacinquesimo più venduto del 2008.

## Tracce
1. Taboo - 3:20
2. Keep the Faith - 3:45
3. Affection: Mō Modorenai (Affection ～もう戻れない～?) - 3:34
4. Hell, No - 3:58
5. Distance - 3:08
6. Mother/Father - 4:14
7. Lips - 4:16
8. Yorokobi no Uta - 3:59
9. Un - 4:45
10. Our Story: Prologue (Our Story ～プロローグ～?, Our Story: Purorōgū) - 3:47
11. Nannen Tattemo (何年たっても?) - 4:56
12. Shot! - 3:57
13. 12 o'clock' - 4:19
14. Ai no Command (愛のコマンド?, Love's Command) - 4:17
15. Six Senses - 4:39

## Classifiche
| Classifica        | Posizione |
| ----------------- | --------- |
| Giappone (Oricon) | 1         |